# Portland (Texas)
Portland è un comune (city) degli Stati Uniti d'America situato tra le contee di Nueces e San Patricio nello Stato del Texas. La popolazione era di 15.099 abitanti al censimento del 2010.

## Geografia fisica
Secondo lo United States Census Bureau, la città ha una superficie totale di 24,98 km², dei quali 18,15 km² di territorio e 6,83 km² di acque interne (27,36% del totale).
La città si trova approssimativamente equidistante da Portland, Maine, e Portland, Oregon.

## Società

### Evoluzione demografica
Secondo il censimento del 2010, la popolazione era di 15.099 abitanti.

### Etnie e minoranze straniere
Secondo il censimento del 2010, la composizione etnica della città era formata dall'88,18% di bianchi, l'1,58% di afroamericani, lo 0,58% di nativi americani, l'1,32% di asiatici, lo 0,12% di oceanici, il 5,87% di altre razze, e il 2,36% di due o più etnie. Ispanici o latinos di qualunque razza erano il 35,27% della popolazione.